# Tulipa aucheriana
Espèce
Tulipa aucheriana est une des plus petites tulipes, qui produit une à trois fleurs d'une petite ampoule. Les fleurs parfumées sont à plat et en position ouverte en forme d'étoile, rose avec une tache jaune-brun à la base. Les segments externes ont une bande jaune-verdâtre distincte. Les 2 à 5 feuilles ondulées en forme de bracelet sont d'environ 13 cm de long. Tulipa aucheriana est idéal pour la rocaille. Elle est originaire d'Iran et de Syrie.